# Jouko Karjalainen
Jouko Karjalainen (Kajaani, 27 luglio 1956) è un ex combinatista nordico finlandese.

## Carriera
Durante la sua carriera agonistica vinse due medaglie d'argento alle uniche due Olimpiadi a cui prese parte: Lake Placid 1980 e Sarajevo 1984.

## Palmarès

### Olimpiadi
- 2 medaglie:
  - 2 argento (individuale a Lake Placid 1980; individuale a Sarajevo 1984).

### Mondiali
- 4 medaglie:
  - 2 argenti (staffetta a Oslo 1982 e staffetta a Rovaniemi 1984).
  - 2 bronzi (15 km individuale e staffetta a Seefeld 1985).